# František Makeš
František Makeš (9. prosince 1931 Zlín – 16. ledna 2025 Värmdö, Švédsko) byl český malíř, restaurátor a chemik působící převážně ve Švédsku.

## Život
Vystudoval Akademii výtvarného umění v Praze u profesora Miloslava Holého. Poté u profesora Bohuslava Slánského absolvoval speciální studium restaurátorství. V 60. letech 20. století se podílel na restaurování maleb Obrazárny Pražského hradu. Vytvářel také kopii obrazu Svatý Jeroným Mistra Theodorika pro Národní galerii.
Od roku 1968 žil ve Švédsku, kde byl 25 let hlavním konzervátorem a restaurátorem švédských královských sbírek. Zemřel 16. ledna 2025 ve Värmdö.